# 我家买了动物园
是一部2011年美国喜剧片，由卡麥隆·克羅执导，麥特·戴蒙和史嘉蕾·喬韓森主演。
本片根据Benjamin Mee所著的回忆录《那一年，我們買下了動物園》改编而成，回忆录讲述他和家人如何用积蓄买了一个位于英格蘭西南部德文郡乡村的达特穆尔动物公园——一家殘破的動物園，裡面擁有200多隻動物，大多是外地引進的瀕危物種。美国于圣诞节前的12月23日上映。

## 劇情
班傑明·密是一位單親父親。在妻子患病過世後，他獨自照顧青少年的兒子和幼小的女兒。為了使兒女能在快樂的的環境中成長，同時也為了遠離傷心地，班傑明把家搬到了位於鄉村的一座暫時關閉的破舊動物園。他們一家並動物園的職員們預期在短期內重新開幕動物園，但是在那之前有許多困難要克服，包括學習照料動物、建造符合規定的柵欄、應付難纏的檢查員，同時還有家人與朋友之間的關係發展。

## 演員
| 演員                                      | 角色                          |
| 麥特·戴蒙 Matt Damon                      | 班傑明·密 Benjamin Mee        |
| 史嘉蕾·喬韓森 Scarlett Johansson          | 凱莉·佛斯特 Kelly Foster      |
| 托馬斯·哈登·丘奇 Thomas Haden Church      | 鄧肯·密 Duncan Mee            |
| 柯林·福特 Colin Ford                      | 迪倫·密 Dylan Mee             |
| 瑪姬·伊莉莎白·瓊茲 Maggie Elizabeth Jones | 蘿西·密 Rosie Mee             |
| 艾麗·范寧 Elle Fanning                    | 莉莉‧米絲卡 Lily Miska        |
| 派屈克·福吉 Patrick Fugit                 | 羅賓·瓊斯 Robin Jones         |
| 史蒂芬妮·左斯塔克 Stephanie Szostak       | 凱瑟琳·密 Katherine Mee       |
| 約翰·麥可·希金斯 John Michael Higgins     | 華特·費里斯 Walter Ferris     |
| 安古斯·麦克菲登 Angus MacFadyen           | 彼得·麥奎帝 Peter MacCready   |
| 戴西·莉狄克 Desi Lydic                    | 薛伊‧塞格 Shea Seger          |
| 卡拉·加洛 Carla Gallo                     | 朗達‧布萊爾 Rhonda Blair      |
| 彼得·里格特 Peter Riegert                 | 戴伯特‧麥金堤 Delbert McGinty |
| J.B·史穆 J.B. Smoove                      | 銷售員 史蒂文斯 Mr. Stevens   |
| 麥可·潘恩斯 Michael Panes                 | 校長 the Principal            |
| －                                        | 捲尾猴水晶 Crystal_the_Monkey |

## 制作
2010年5月，Cameron Crowe同意执导本片并开始改编剧本。
2011年8月报道冰岛音乐人Jón Þór "Jónsi" Birgisson将为影片配乐。

## 评价
媒体综评58分，烂番茄新鲜度64% 。
代表性评价：「成功营造出假日全家欢的幽默氛围」、「戴蒙一如既往地出色，他表演中的真诚远比智慧和风趣重要」、「导演职业生涯中最为出色的一次发挥，诚挚而感人」、「绝对的内在大于形式外表，（观影）从头至尾都有微笑停留在我的脸上」、「虽然多愁善感的毛病时有爆发，虽然很多地方存在用力过火的嫌疑，但戴蒙细腻、真挚且仁慈的表演顺利地弥补了这些瑕疵」。

## 票房
在美国首日收获2,984,875美元，首周四天获得14,604,645。最终北美收入7562万美元，其他地区4445万美元，全球票房1.2亿美元。